# Landwasser
Landwasser je řeka v povodí řeky Albula v kantonu Graubünden ve Švýcarsku. Délka toku činí 30,5 km (38 km od nejvzdálenějšího pramene). Je jednou z hlavních zdrojnic Alpského Rýna. Landwasser odděluje Albulské Alpy od Plessurských Alp.
Údolí Landwasseru je známé díky městu Davos a tratím Rhétské dráhy, které vedou po celé jeho délce.

## Geografie

### Průběh toku

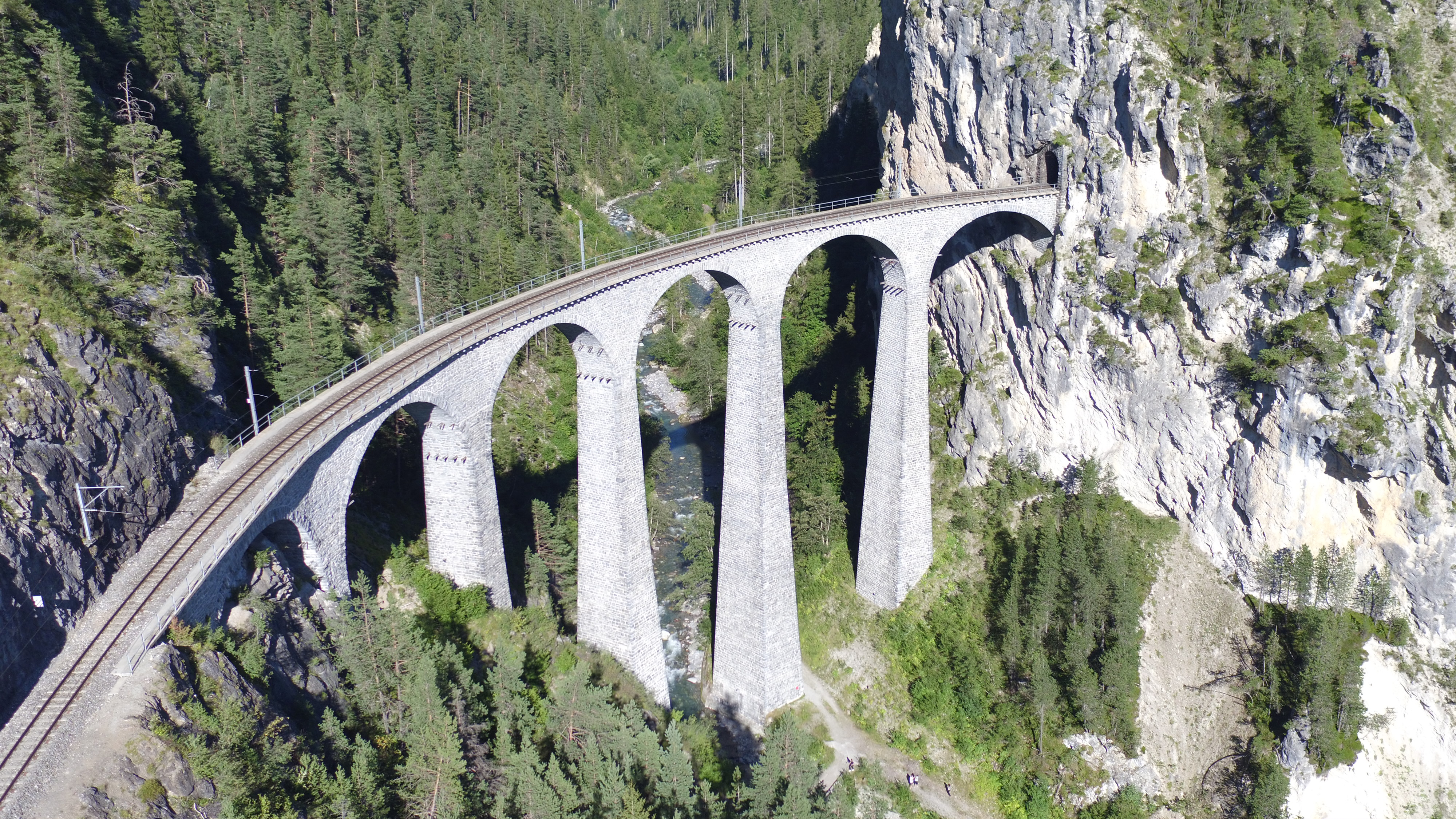
Landwasserviadukt

Landwasser kopíruje hlavní linii údolí v oblasti Davosu. Název je odvozen od někdejšího soutoku potoka Flüelabach a dnes již neexistujícího potoka Seewasser, který odvodňoval jezero Davosersee. Přestože Seewasser byl podstatně menší než Flüelabach, nazýval se i jako samotný Landwasser. Davosersee, napájené Totalpbachem a dalšími menšími toky, teče tlakovými tunely do elektrárny Klosters v Prättigau k využití vodní energie. V případě potřeby je další voda z potoka Flüela odváděna do podzemí. Pouze při velmi vysokém stavu vody se voda z jezera může přes přepad dostat i do Landwasseru.
Dischmabach, který se vlévá do Landwasseru o něco níže a je dlouhý asi 15 kilometrů, má při soutoku s Landwasserem více vody a je také delší. Dischmabach je tak hlavní pramennou řekou soustavy Landwasseru, která dosahuje celkové délky přibližně 38 kilometrů. Vzhledem k tomu, že vzdálenější cesta toku do Bodamského jezera je ta, která má na všech soutocích více vody, je Landwasser s Dischmabachem hydrologicky hlavní větví systému Alpského Rýna, i když nejdelší cestou toku Rýna je Rein da Medel. U svého ústí Landwasser překonává Albulu nejen co do průtoku vody (9,34 m³/s oproti 5,76 m³/s), ale také co do délky toku, neboť Albula včetně svého nejdelšího pramenného toku Ava da Ravais-ch urazila do tohoto místa jen asi 21 km.
Největším městem na řece je Davos. Na své cestě Landwasser prochází soutěskou Zügenschlucht a je dvakrát překlenuta velkolepými železničními mosty Rhétské dráhy: u Davos Wiesen Wiesenským viaduktem a poté Landwasserviaduktem mezi Filisurem a Alvaneu Bad.
Nejdůležitější boční údolí se s hlavním údolím Landwasseru stýkají v ostrém úhlu, což svědčí o tom, že horní tok Landwasseru kdysi tekl opačným směrem. Tehdy údolí začínalo těsně nad soutěskou Zügenschlucht, která se objevila až později, a spojilo se v údolí dnešního Prättigau.

### Povodí
Povodí řeky Landwasser o rozloze 293,11 km² leží v Albulských Alpách a Plessurských Alpách a je odvodňováno do Severního moře prostřednictvím řek Albula, Hinterrhein a Rýn.
Skládá se z 24,8 % zalesněné půdy, 33,8 % zemědělské půdy, 2,2 % osídlené plochy a 39,3 % neproduktivní půdy.

### Přítoky

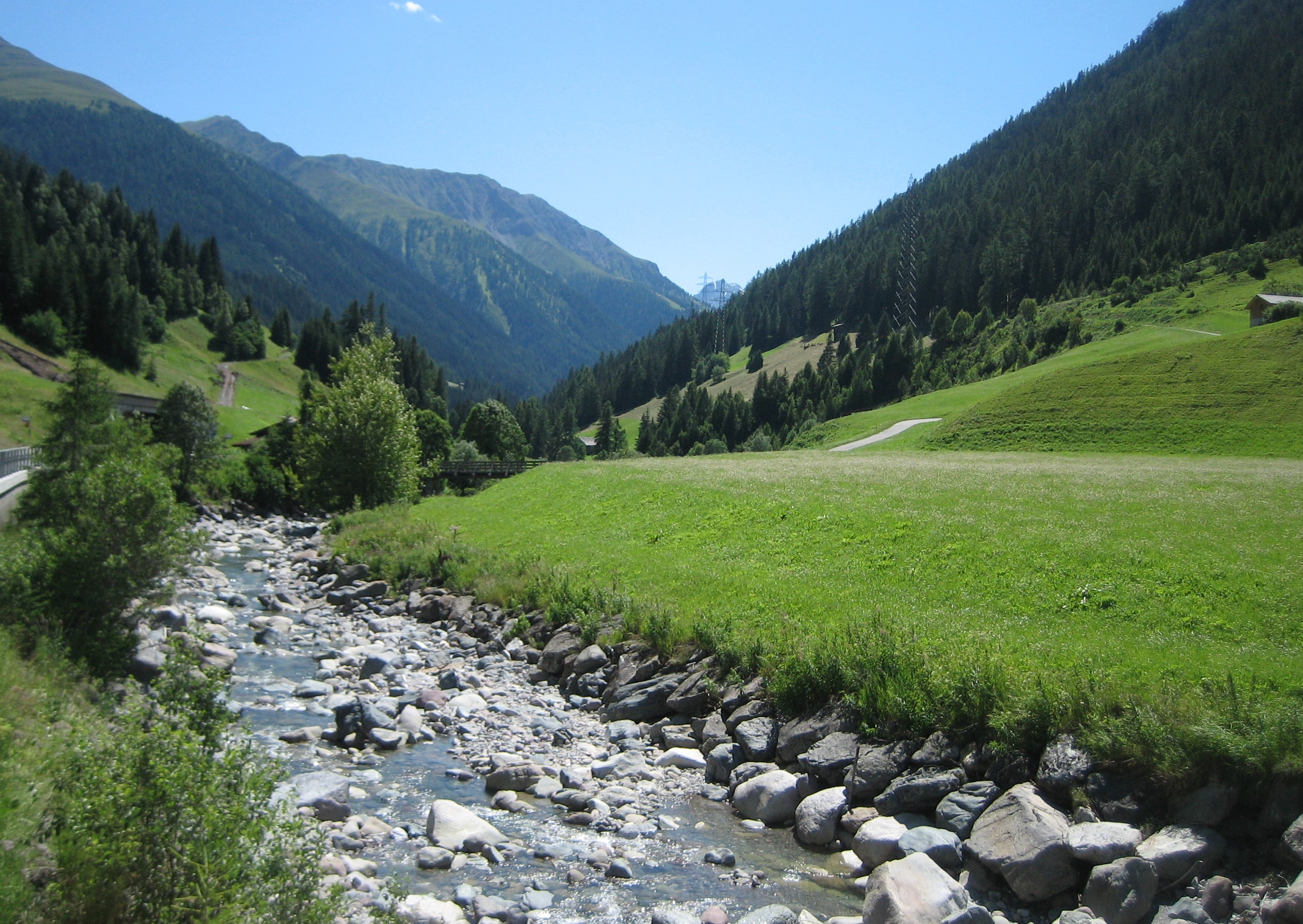
Landwasser u vesnice Glaris (součást Davosu)

Přítoky od pramene k ústí s délkou v km, velikostí povodí v km² a průměrným průtokem v m³/s:
- Flüelabach (zleva) 12,4 km, 35,01 km², 1,18 m³/s
- Dorfbach (zprava), 3,5 km
- Schiabach (zprava), 23,6 km
- Dischmabach (zleva), 16,3 km, 53,6 km², 1,82 m³/s
- Geisslochbach (zleva), 1,5 km
- Guggerbach (zprava), 3,7 km
- Bolgenbächli (zleva), 1,9 km
- Karjölerbächli (zleva), 2,2 km
- Albertibach (zprava), 3,6 km, 4,38 km², 0,15 m³/s
- Bildjibach (zprava), 3,7 km, 1,32 km²
- Maienbächli (zleva), 2,0 km
- Gebrunstbächli (zleva), 2,4 km
- Frauenbach (zprava), 3,6 km, 2,21 km²
- Sertigbach (zleva), 8,9 km (s Chüealpbachem 13,4 km) 47,2 km², 1,57 m³/s
- Sutzibach (zprava), 5,4 km, 5,19 km², 0,20 m³/s
- Grabentobel(bach), 2,4 km, 1,32 km²
- Chummerbach (zprava), 4,6 km, 6,01 km², 0,23 m³/s
- Bärentalerbach (zprava), 5,0 km, 7,09 km²
- Rieberbach (zleva), 3,0 km, 1,75 km²
- Läidbach (Leidbach) (zleva), 3,5 km, 4,71 km², 0,16  m³/s
- Monsteinerbach (zleva), 1,2 km (s Inneralpbachem 5,4 km) 19,1 km², 0,65 m³/s
- Tälibach (zleva), 1,7 km, 3,76 km², 0,13  m³/s
- Chüetobelbach (zleva), 2,4 km, 2,71 km²,
- Brüggentobelbach (zprava), 4,9 km, 17,03 km², 0,52 m³/s
- Tieftobelbach (zprava), 3,2 km, 5,63 km²
- Schmittnerbach (zprava), 4,7 km, 10,55 km², 0,29 m³/s

## Využití a doprava

### Vodní energie

Údolí Landwasseru (snímek z roku 1954)

Po vypouštění přítoků v oblasti jezera Davosersee se další část vody z Landwasseru shromažďuje v Davos-Glaris za účelem využití vodní energie a přivádí se tlakovým tunelem do elektrárny Albula-Landwasser Kraftwerke (ALK) ve Filisuru (s výkonem 65 MW), vzdálené asi 10 km.
Již využitá voda z vyrovnávací nádrže Filisur je přiváděna tlakovým tunelem dlouhým 8,6 km do elektrárny ALK v Tiefencastelu (o výkonu 24 MW), odkud je přiváděna do řeky Albula.

### Mosty

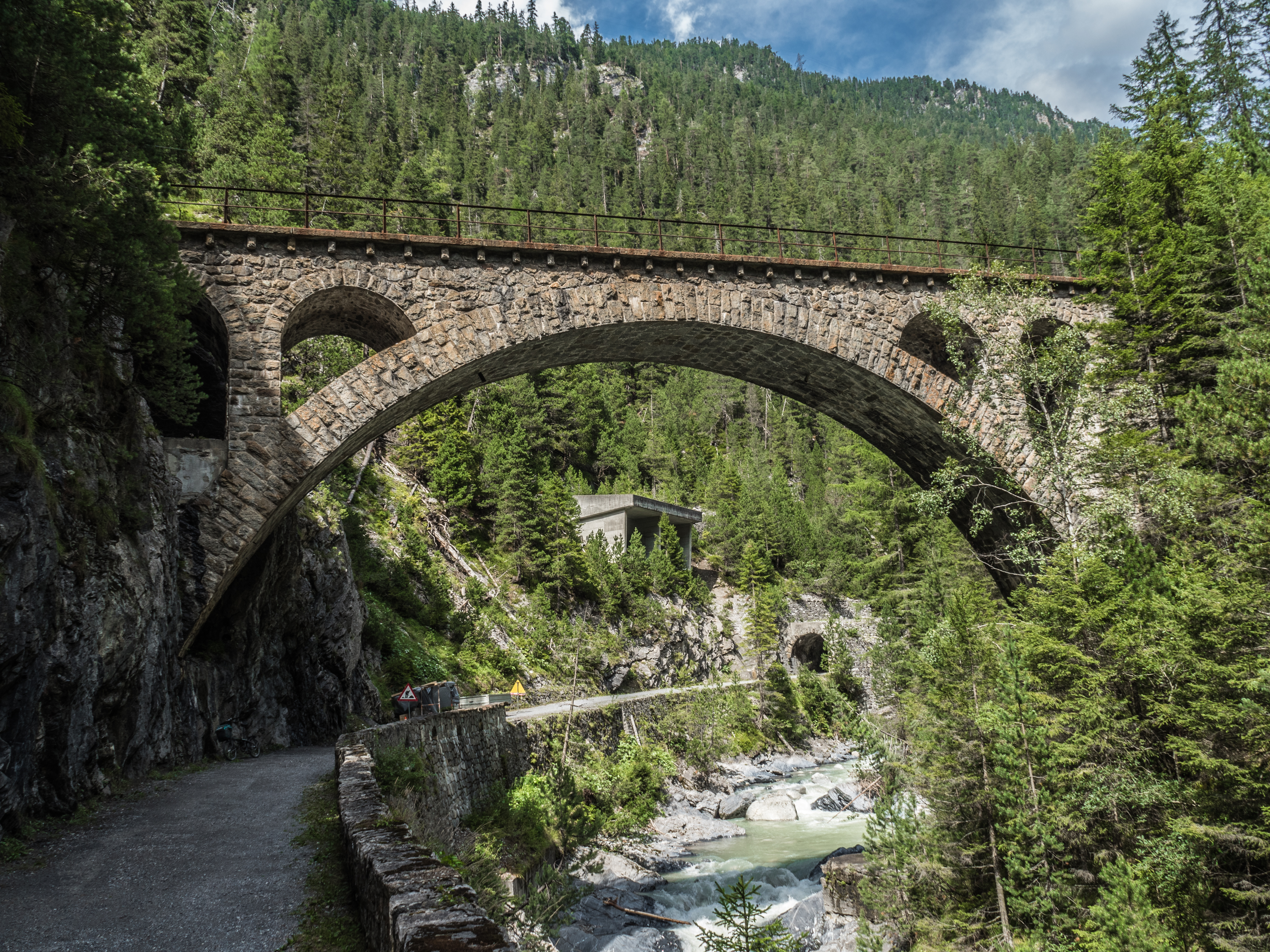
Viadukt Brombenz v Davos Monstein

Přes řeku Landwasser vede přibližně 50 mostů. Přes řeku vede šest železničních mostů Rhétské dráhy - nejvýznamnější jsou Brombenzbrücke (z roku 1908) v soutěsce Zügenschlucht, Wiesenský viadukt (z roku 1909) a Landwasserviadukt (z roku 1903). Silniční most Jenisbergbrücke z roku 1906 je zapsán v Soupisu historických dopravních cest ve Švýcarsku (IVS).
V roce 1949 vydala Švýcarská pošta šedesáticentovou známku s motivem železničního viaduktu přes Landwasser.